# Rorippa nudiuscula
Rorippa nudiuscula är en korsblommig växtart som först beskrevs av Ernst Meyer och Otto Wilhelm Sonder, och fick sitt nu gällande namn av Albert Thellung. Rorippa nudiuscula ingår i släktet fränen, och familjen korsblommiga växter. Inga underarter finns listade i Catalogue of Life.